# Her Bounty
Her Bounty er en amerikansk stumfilm fra 1914.

## Medvirkende
- Pauline Bush som Ruth Braddon
- Joe King som David Hale
- Lon Chaney som Fred Howard
- Beatrice Van som Bessie Clay
- William B. Robbins